# Curit
Curit (hebr. צורית; ang. Zurit, lub także Tzurit) – wieś komunalna położona w Samorządzie Regionu Misgaw, w Dystrykcie Północnym, w Izraelu.

## Położenie
Wieś jest położona na wysokości 348 metrów n.p.m. w północno-zachodniej części Dolnej Galilei. Leży na górze Har Gillon (367 m n.p.m.), która stanowi południowo-zachodnią granicę Doliny Bet ha-Kerem. Teren położony na północ, wschód i południe od wsi stromo opada w dół. Na południu jest położone głębokie wadi strumienia Hilazon. Teren łagodnie opada w kierunku północno-zachodnim w stronę wzgórz Zachodniej Galilei i dalej na równinę przybrzeżną Izraela. Okoliczne wzgórza są częściowo zalesione. W otoczeniu wsi Curit znajdują się miasto Karmiel, miejscowości Sza’ab i Madżd al-Krum, moszaw Ja’ad, wsie komunalne Szoraszim i Gilon, oraz arabska wieś Arab al-Na’im.

### Podział administracyjny
Curit jest położona w Samorządzie Regionu Misgaw, w Poddystrykcie Akka, w Dystrykcie Północnym Izraela.

## Demografia
Stałymi mieszkańcami wsi są wyłącznie Żydzi. Tutejsza populacja jest świecka:

Źródło danych: Central Bureau of Statistics.

## Historia
Osada została założona w 1981 roku w ramach rządowego projektu Perspektywy Galilei, którego celem było wzmocnienie pozycji demograficznej społeczności żydowskiej na północy kraju. Grupa założycielska zawiązała się w 1979 roku i w jej skład wchodzili członkowie prawicowych partii politycznych Herut i Bejtar. Istnieją plany połączenia z sąsiednią wsią Gilon w jeden organizm wiejski.

### Nazwa
Nazwa wsi pochodzi od dziko kwitnącego w tej okolicy kwiatu o tej właśnie nazwie.

## Edukacja
Wieś utrzymuje przedszkole. Starsze dzieci są dowożone do szkoły podstawowej we wsi Gilon.

## Kultura i sport
We wsi znajduje się ośrodek kultury z biblioteką i otwarty amfiteatr. Z obiektów sportowych jest boisko do koszykówki.

## Infrastruktura
We wsi jest przychodnia zdrowia, sklep wielobranżowy, synagoga oraz warsztat mechaniczny.

## Gospodarka
Większość mieszkańców dojeżdża do pracy w pobliskich strefach przemysłowych. Tylko nieliczni pracują w usługach.

## Transport
Ze wsi wyjeżdża się na północny zachód drogą nr 8512, którą obok wioski Gilon dojeżdża się do drogi ekspresowej nr 85. Jadąc nią na wschód dojeżdża się do miejscowości Madżd al-Krum, lub na zachód do moszawu Achihud.